# Primera Interinsular-Tenerife
La Primera Interinsular constituye el séptimo nivel de competición de la liga española de fútbol en Santa Cruz de Tenerife. Es la categoría inmediatamente inferior a la Preferente Tenerife y superior a  Segunda Interinsular.
Su organización corre a cargo de la Federación Interinsular de Fútbol de Tenerife.

## Sistema de competición
Se divide en dos grupos. El Grupo I cuenta este año con diecisiete equipos de la zona norte y metropolitana de Tenerife más los tres equipos del municipio de Candelaria. El Grupo II estará formado por dieciséis equipos, doce del sur de Tenerife y cuatro de la isla de El Hierro.

## Grupos

### Participantes 2021-2022

#### Grupo 1 - Tenerife + El Hierro
| Equipo                   | Municipio                            | Fundado |
| ------------------------ | ------------------------------------ | ------- |
| Atlético Perdoma         | La Orotava, Tenerife                 | 1991    |
| Atlético Pinar C.F.      | El Pinar de El Hierro, El Hierro     | 1965    |
| U.D. Hidalgo             | San Cristóbal de La Laguna, Tenerife | 1990    |
| C.D. Juventud Silense    | Los Silos, Tenerife                  | 1948    |
| U.D. Palo Blanco         | Los Realejos, Tenerife               | 1998    |
| C.D. Portezuelo Tegueste | Tegueste, Tenerife                   | 1985    |
| U.D. Rambla              | San Juan de la Rambla, Tenerife      | 1976    |
| S.D. Ravelo              | El Sauzal, Tenerife                  | 1991    |
| C.D.A.F.B. Tegueste      | Tegueste, Tenerife                   | 2010    |
| U.D. Valle Frontera      | La Frontera, El Hierro               | 1975    |
| C.D. Valle Guerra        | San Cristóbal de La Laguna, Tenerife | 1984    |

#### Grupo 2 - Tenerife + El Hierro
| Equipo                                 | Municipio                            | Fundado |
| -------------------------------------- | ------------------------------------ | ------- |
| C.D. Añime Cuesta Piedra               | Santa Cruz de Tenerife, Tenerife     | 2014    |
| Atlético Restinga                      | El Pinar de El Hierro, El Hierro     | 1996    |
| E.M.F. Atlético Unión Güímar "B" Izaña | Güímar, Tenerife                     | 2009    |
| A.D. Chincanayro                       | Santa Cruz de Tenerife, Tenerife     | 1993    |
| C.D. Igueste                           | Candelaria, Tenerife                 | 1986    |
| C.F. Juventud Laguna                   | San Cristóbal de La Laguna, Tenerife | 1998    |
| U.D. Taco San Luis                     | San Cristóbal de La Laguna, Tenerife | 1965    |
| C.D. Unión Tejina "B"                  | San Cristóbal de La Laguna, Tenerife | 1963    |
| S.D. Valleseco                         | Santa Cruz de Tenerife, Tenerife     | 1957    |
| C.D. Verdellada                        | San Cristóbal de La Laguna, Tenerife | 1999    |
| C.D. Yballa La Cuesta                  | San Cristóbal de La Laguna, Tenerife | 2013    |

#### Grupo 3 - Tenerife
| Equipo                 | Municipio                     | Fundado |
| ---------------------- | ----------------------------- | ------- |
| U.D. Arico             | Arico, Tenerife               | 2002    |
| Atlético Alcalá        | Guía de Isora, Tenerife       | 1965    |
| Atlético Chenet        | Adeje, Tenerife               | 2016    |
| C.D. Charco del Pino   | Granadilla de Abona, Tenerife | 1977    |
| Fañabé C.F.            | Adeje, Tenerife               | 1971    |
| U.D. Guargacho         | San Miguel de Abona, Tenerife | 1992    |
| U.D. Las Zocas Roque   | San Miguel de Abona, Tenerife | 1986    |
| Nast Costa Isora       | Guía de Isora, Tenerife       | 2019    |
| C.D. Raqui San Isidro  | Granadilla de Abona, Tenerife | 1970    |
| E.M.F. Santiago Teide  | Santiago del Teide, Tenerife  | 2014    |
| C.D. Trevejos Vilaflor | Vilaflor de Chasna, Tenerife  | 2019    |
| C.D. Unión Isora       | Guía de Isora, Tenerife       | 1948    |

#### Grupo 4 - La Palma
| Equipo                         | Municipio                        | Fundado |
| ------------------------------ | -------------------------------- | ------- |
| C.D. Argual                    | Los Llanos de Aridane, La Palma  | 2011    |
| E.F. Hiscaguán                 | Tijarafe, La Palma               | 2020    |
| C.D. La Rosa                   | El Paso, La Palma                | 2002    |
| U.D. Los Llanos de Aridane "B" | Los Llanos de Aridane, La Palma  | 1996    |
| U.D. Mazo                      | Villa de Mazo, La Palma          | 1983    |
| C.D. Mensajero "B"             | Santa Cruz de la Palma, La Palma | 1922    |
| U.D. Norte                     | Barlovento, La Palma             | 1974    |
| U.D. San Andrés y Sauces       | San Andrés y Sauces, La Palma    | 1986    |
| C.F. Unión Breñas              | Breña Alta, La Palma             | 1995    |

## Histórico Participantes 1980/2014
| Pos | Equipo                 | Temporadas |
| --- | ---------------------- | ---------- |
| 1.  | C.D.Buzanada           | 22         |
| 2.  | Fañabé C.F.            | 20         |
| 3.  | Unión Isora C.F.       | 20         |
| 4.  | C.D.Charco del Pino    | 20         |
| 5   | C.D.Juventud Silense   | 20         |
| 6   | C.D.Vera               | 19         |
| 7   | Valeriana C.F.         | 19         |
| 8   | U.D.Mazo               | 19         |
| 9   | C.D.Candela            | 19         |
| 10  | C.D.Arguijón           | 18         |
| 11  | C.D.Portezuelo         | 18         |
| 12  | U.D.Cruz Santa         | 18         |
| 13  | U.D.Braña Baja         | 17         |
| 14  | C.D.San Lorenzo        | 17         |
| 15  | U.D.Rambla             | 16         |
| 16  | At.Barranco Hondo      | 16         |
| 17  | C.D.San Jerónimo       | 16         |
| 18  | At.Pinar               | 16         |
| 19  | C.D.Valle Guerra       | 15         |
| 20  | U.D.V.Frontera         | 15         |
| 21  | U.D.Gomera             | 14         |
| 22  | C.D.Santa Ursula       | 14         |
| 23  | U.D.Guargacho          | 14         |
| 24  | C.D.I'Gara             | 13         |
| 25  | C.D.San Miguel         | 13         |
| 26  | U.D.Médano             | 12         |
| 27  | C.D.Santiago           | 12         |
| 28  | Águilas At.            | 12         |
| 29  | Isora C.F.             | 12         |
| 30  | Fasnia C.F.            | 11         |
| 31  | C.D.Buenavista         | 11         |
| 32  | C.D.La Rosa            | 11         |
| 33  | U.D.Gran Rey           | 10         |
| 34  | At.Orotava             | 10         |
| 35  | U.D.Güímar             | 10         |
| 36  | At.San Juan            | 10         |
| 37  | C.D.Agulo              | 10         |
| 38  | U.D.Fuencaliente       | 10         |
| 39  | U.D.Los Llanos B       | 10         |
| 40. | C.At.Granadilla        | 9          |
| 41. | U.D.Puntagorda         | 9          |
| 42. | R.Unión de Tenerife    | 9          |
| 43. | Igueste C.F.           | 9          |
| 44. | .C.D.Argual            | 8          |
| 45. | S.D.Atlántida          | 8          |
| 46. | C.D.San Telmo          | 8          |
| 47. | Suprema C.F.           | 8          |
| 48. | Unión Playa            | 8          |
| 49. | C.D.Sauzal             | 8          |
| 50. | Sobradillo C.F         | 8          |
| 51. | Juventud D.Interián    | 8          |
| 52. | U.D.Tacoronte          | 8          |
| 53. | E.M.F.Rommel Fernández | 8          |
| 54. | At.Perdoma             | 8          |
| 55. | CD Hermano Pedro       | 7          |
| 55. | U.D.La Palma           | 7          |
| 56. | Los Andes              | 7          |
| 57. | U.D.Valle Mercedes     | 7          |
| 58. | At.Alcalá              | 7          |
| 59. | U.D.Tegueste           | 7          |
| 60. | At.Tacoronte           | 7          |

| Pos         | Equipo              | Temporadas |
| ----------- | ------------------- | ---------- |
| 61.         | C.D.Marino B        | 7          |
| 62.         | Vallehermoso C.F.   | 7          |
| 63.         | R.C.D.Gara          | 7          |
| 64.         | A.D.Breña Alta      | 7          |
| 65.         | C.D.Guancha         | 6          |
| 66.         | Satélite C.F.       | 6          |
| 67.         | Bediesta Galguen    | 6          |
| 68.         | Hespérides CF       | 6          |
| 69.         | U.D.Hidalgo         | 6          |
| 70.         | C.D. Unión Tejina   | 6          |
| 71.         | U.D.Esperanza       | 6          |
| 72.         | U.D.Matanza         | 6          |
| 73.         | Anfabar Sanse       | 5          |
| 74.         | C.D.Los Pinos       | 5          |
| 75.         | U.D.Aridane         | 5          |
| 76.         | At.Arona            | 5          |
| 77.         | C.D.Arguayo         | 5          |
| 78.         | Valleseco C.F.      | 5          |
| 79.         | U.D.Las Zocas       | 5          |
| 80.         | Oroné Santiago      | 5          |
| 81.         | A.D.Añaza           | 4          |
| 82.         | U.D.Puntallana      | 4          |
| 83.         | U.D.Salud (actual)  | 4          |
| 84.         | C.D.Victoria B      | 4          |
| 85.         | Guamasa C.F.        | 4          |
| 86.         | C.D.Marino          | 4          |
| 87.         | S. D. Tenisca B     | 4          |
| 88.         | Los Ángeles Güímar  | 4          |
| 89.         | At.Paso             | 4          |
| 90.         | San Luis C.F.       | 4          |
| 91.         | U.D.Norte           | 4          |
| 92.         | C.D.San Andrés B    | 4          |
| 93.         | U.D.Arico           | 4          |
| 94.         | Once Piratas        | 4          |
| 95.         | At.Unión Güímar     | 4          |
| 96.         | At.Restinga         | 4          |
| 97.         | Reale Juventud      | 4          |
| 143.        | CD San Isidro B     | 3          |
| Toscal C.F. | 3                   |            |
| 99.         | Taco C.F.           | 3          |
| 100.        | Delicias C.F.       | 3          |
| 101.        | At.San Cristóbal    | 3          |
| 102.        | C.D.San Gerardo     | 3          |
| 103.        | U.D.Andenes         | 3          |
| 104.        | C.D.Gladiolos       | 3          |
| 105.        | U.D.Realejos B      | 3          |
| 106.        | Alajeró C.F.        | 3          |
| 107.        | C.D.Tecina          | 3          |
| 108.        | C.D.Amigos La Palma | 3          |
| 109.        | A.D.Tanqueta        | 3          |
| 110.        | C.D.F.Arona         | 3          |
| 111.        | Campitos C.F.       | 2          |
| 112.        | At.Paso B           | 2          |
| 113.        | C.D.Concepción      | 2          |
| 114.        | C.D.Playa Santiago  | 2          |
| 115.        | Tenerife C          | 2          |
| 116.        | C.D.Chasna          | 2          |
| 117.        | U.D.Palo Blanco     | 2          |
| 118.        | R.Unión Tenerife B  | 2          |
| 119.        | At.Victoria         | 2          |
| 120.        | C.D.Puerto Cruz     | 2          |

| Pos  | Equipo                  | Temporadas |
| ---- | ----------------------- | ---------- |
| 121. | U.D.Tijarafe            | 2          |
| 122. | U.D.Tegueste B          | 2          |
| 123. | U.D.Tijarafe B          | 2          |
| 124. | Unión Breñas B          | 2          |
| 125. | San Antonio             | 2          |
| 126. | C.D.Puerto Cruz B       | 2          |
| 127. | Candelaria C.F.         | 2          |
| 128. | Hispano Tigaiga C.F.    | 2          |
| 129. | Tablero C.F.            | 2          |
| 130. | U.D.Campitos-Igueste    | 2          |
| 131. | Unión La Paz            | 2          |
| 132. | C.D.Victoria            | 2          |
| 133. | C.D.San Isidro          | 2          |
| 134. | A.D.Ravelo              | 2          |
| 135. | Leones C.F.             | 2          |
| 136. | C.D.Marino La Palma     | 2          |
| 137. | U.D.Gomera B            | 2          |
| 138. | Unión Breñas            | 2          |
| 139. | CD Argual 2011          | 2          |
| 140. | S.D.Armeñime            | 2          |
| 141. | C.D La Corona           | 2          |
| 142. | CD Diamantes Delicias   | 2          |
| 145. | U.D.Icodense            | 1          |
| 146. | C.D.Puerto de Tazacorte | 1          |
| 147. | Real Hespérides         | 1          |
| 148. | C.D.Laguna B            | 1          |
| 149. | U.D.Tamaimo             | 1          |
| 150. | San Clemente C.F.       | 1          |
| 151. | Unión Centro C.F.       | 1          |
| 152. | C.D.San Fernando        | 1          |
| 153. | U.D.Orotava             | 1          |
| 154. | U.D.Realejos            | 1          |
| 155. | S.D.Velia               | 1          |
| 156. | Barranco Las Lajas      | 1          |
| 157. | U.D.Taco San Luis       | 1          |
| 158. | Argodei C.F.            | 1          |
| 159. | U.D.Orotava C           | 1          |
| 160. | U.D.Norte B             | 1          |
| 161. | U.D.V.Frontera B        | 1          |
| 162. | C.Alegría San Roque     | 1          |
| 163. | U.D.Salud               | 1          |
| 164. | Hermigua C.F.           | 1          |
| 165. | C.D.P.Santos Reyes      | 1          |
| 166. | C.D.Marítimo La Junta   | 1          |
| 167. | Santa Ana               | 1          |
| 168. | Andenes-Arafo           | 1          |
| 169. | Atlántico Norte         | 1          |
| 170. | C.D.San Andrés          | 1          |
| 171. | C.D.Junonia             | 1          |
| 172. | S.D.Atlántida B.        | 1          |
| 173. | San José Tablero        | 1          |
| 174. | Alojera C.F.            | 1          |
| 175. | CD Mensajero At.        | 1          |
| 176. | CD Fuenca Sur           | 1          |
| 177. | EMF Tazacorte           | 1          |
| 178. | CD Ecaide               | 1          |
| 179. | UD El Roque             | 1          |
| 180. | At.Victoria B           | 1          |

## Otras Ligas
| Nivel | Liga                                | Liga                                | Liga | Liga | |
| ----- | ----------------------------------- | ----------------------------------- | --- | --- | --- |
| 1º    | Primera División de España          | Primera División de España          | Primera División de España                                                                                               | Primera División de España                                                                                               | |
| 2º    | Segunda División de España          | Segunda División de España          | Segunda División de España                                                                                               | Segunda División de España                                                                                               | |
| 3º    | Primera División RFEF               | Primera División RFEF               | Primera División RFEF | Primera División RFEF | |
| 4º    | Segunda División RFEF               | Segunda División RFEF               | Segunda División RFEF | Segunda División RFEF | |
| 5°    | Tercera División RFEF               | Tercera División RFEF               | Tercera División RFEF | Tercera División RFEF | |
| 6º    | Interinsular Preferente de Tenerife | Interinsular Preferente de Tenerife | Interinsular Preferente de Las Palmas                                                                                    | Interinsular Preferente de Las Palmas                                                                                    | Interinsular Preferente de Las Palmas                                                                                    |
| 7º    | Primera Interinsular-Tenerife       | Primera Interinsular-Tenerife       | Primera Regional Aficionado-Gran Canaria Primera Regional Aficionado-Fuerteventura Primera Regional Aficionado-Lanzarote | Primera Regional Aficionado-Gran Canaria Primera Regional Aficionado-Fuerteventura Primera Regional Aficionado-Lanzarote | Primera Regional Aficionado-Gran Canaria Primera Regional Aficionado-Fuerteventura Primera Regional Aficionado-Lanzarote |
| 8º    | Segunda Interinsular-Tenerife       | Segunda Interinsular-Tenerife       | Segunda Regional Aficionado-Gran Canaria                                                                                 | Segunda Regional Aficionado-Gran Canaria                                                                                 | Segunda Regional Aficionado-Gran Canaria                                                                                 |